# Vila Chã (Fornos de Algodres)
Vila Chã é uma localidade portuguesa do Município de Fornos de Algodres, na antiga província da Beira Alta, região do Centro e sub-região da Serra da Estrela, que foi sede da extinta Freguesia de Vila Chã que tinha 3,03 km² de área e 82 habitantes (2011), e, portanto, uma densidade populacional de 27,1 hab/km².
A Freguesia de Vila Chã foi extinta em 2013, no âmbito de uma reforma administrativa nacional, para, em conjunto com Cortiçô, formar uma nova freguesia denominada União das Freguesias de Cortiçô e Vila Chã com a sede em Cortiçô.
Vila Chã pertenceu ao extinto concelho de Algodres.

## População
| Nº de habitantes | Nº de habitantes | Nº de habitantes | Nº de habitantes | Nº de habitantes | Nº de habitantes | Nº de habitantes | Nº de habitantes | Nº de habitantes | Nº de habitantes | Nº de habitantes | Nº de habitantes | Nº de habitantes | Nº de habitantes | Nº de habitantes | Nº de habitantes |
| ---------------- | ---------------- | ---------------- | ---------------- | ---------------- | ---------------- | ---------------- | ---------------- | ---------------- | ---------------- | ---------------- | ---------------- | ---------------- | ---------------- | ---------------- | ---------------- |
| Censo            | 1864             | 1878             | 1890             | 1900             | 1911             | 1920             | 1930             | 1940             | 1950             | 1960             | 1970             | 1981             | 1991             | 2001             | 2011             |
| Habit            | 248              | 283              | 243              | 250              | 258              | 232              | 186              | 195              | 180              | 151              | 121              | 122              | 111              | 93               | 82               |
| Varº             |                  | +14%             | -14%             | +3%              | +3%              | -10%             | -20%             | +5%              | -8%              | -16%             | -20%             | +1%              | -9%              | -16%             | -12%             |

|     | 0-14 anos | 15-24 anos | 25-64 anos | 65 e + anos |
| Hab | 18 \| 9   | 15 \| 14   | 41 \| 35   | 19 \| 24    |
| Var | -50%      | -7%        | -15%       | +26%        |